# Liste der Bau- und Bodendenkmale im Landkreis Potsdam-Mittelmark

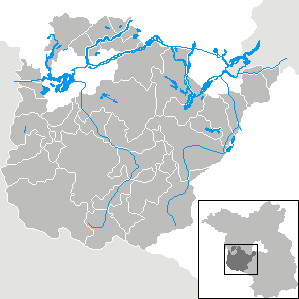
Karte des Landkreises Potsdam-Mittelmark

Die Liste der Bau- und Bodendenkmale im Landkreis Potsdam-Mittelmark enthält die Kulturdenkmale (Bau- und Bodendenkmale) im Landkreis Potsdam-Mittelmark. Grundlage der Einzellisten sind die in den jeweiligen Listen angegebenen Quellen. Die Angaben in den einzelnen Listen ersetzen nicht die rechtsverbindliche Auskunft der zuständigen Denkmalschutzbehörde.

## Aufteilung
Wegen der großen Anzahl von Kulturdenkmalen im Landkreis Potsdam-Mittelmark ist diese Liste in Teillisten nach den Städten und Gemeinden aufgeteilt.
| Stadt/Gemeinde      | Karte | Denkmallisten                 | Bild eines Denkmals               |
| ------------------- | ----- | ----------------------------- | --------------------------------- |
| Bad Belzig          |       | - Baudenkmale - Bodendenkmale | Burg                              |
| Beelitz             |       | - Baudenkmale - Bodendenkmale | Kirche                            |
| Beetzsee            |       | - Baudenkmale - Bodendenkmale | Gutshof Mötzow                    |
| Beetzseeheide       |       | - Baudenkmale - Bodendenkmale | Sowjetisches Ehrenmal in Brielow  |
| Bensdorf            |       | - Baudenkmale - Bodendenkmale | Dorfkirche Vehlen                 |
| Borkheide           |       | - Baudenkmale - Bodendenkmale | Fluggeräte                        |
| Borkwalde           |       | - Baudenkmale - Bodendenkmale | Gedenkstein Ernst Thälmann        |
| Brück               |       | - Baudenkmale - Bodendenkmale | Postmeilensäule                   |
| Buckautal           |       | - Baudenkmale - Bodendenkmale | Kommendatur Munitionslager Buckau |
| Golzow              |       | - Baudenkmale - Bodendenkmale | Kirche                            |
| Görzke              |       | - Baudenkmale - Bodendenkmale | Kirchenruine                      |
| Gräben              |       | - Baudenkmale - Bodendenkmale | Kirche                            |
| Groß Kreutz (Havel) |       | - Baudenkmale - Bodendenkmale | Gutshaus                          |
| Havelsee            |       | - Baudenkmale - Bodendenkmale | Kirche Pritzerbe                  |
| Kleinmachnow        |       | - Baudenkmale - Bodendenkmale | Grenzübergang                     |
| Kloster Lehnin      |       | - Baudenkmale - Bodendenkmale | Kloster                           |
| Linthe              |       | - Baudenkmale - Bodendenkmale | Kirche                            |
| Michendorf          |       | - Baudenkmale - Bodendenkmale | Windmühlen Langerwisch            |
| Mühlenfließ         |       | - Baudenkmale - Bodendenkmale | Dorfkirche Nichel                 |
| Niemegk             |       | - Baudenkmale - Bodendenkmale | Rathaus                           |
| Nuthetal            |       | - Baudenkmale - Bodendenkmale | Wohnhaus in Bergholz-Rehbrücke    |
| Päwesin             |       | - Baudenkmale - Bodendenkmale | Kirche Bagow                      |
| Planebruch          |       | - Baudenkmale - Bodendenkmale | Windmühle Cammer                  |
| Planetal            |       | - Baudenkmale - Bodendenkmale | Kirche Dahnsdorf                  |
| Rabenstein/Fläming  |       | - Baudenkmale - Bodendenkmale | Burg                              |
| Rosenau             |       | - Baudenkmale - Bodendenkmale | Dorfkirche Viesen                 |
| Roskow              |       | - Baudenkmale - Bodendenkmale | Kirche                            |
| Schwielowsee        |       | - Baudenkmale - Bodendenkmale | Schloss Caputh                    |
| Seddiner See        |       | - Baudenkmale - Bodendenkmale | Wohnhaus                          |
| Stahnsdorf          |       | - Baudenkmale - Bodendenkmale | Dorfkirche Güterfelde             |
| Teltow              |       | - Baudenkmale - Bodendenkmale | Denkmal                           |
| Treuenbrietzen      |       | - Baudenkmale - Bodendenkmale | Stadtkern                         |
| Wenzlow             |       | - Baudenkmale - Bodendenkmale | Dorfkirche Grüningen              |
| Werder (Havel)      |       | - Baudenkmale - Bodendenkmale | Inselstadt                        |
| Wiesenburg/Mark     |       | - Baudenkmale - Bodendenkmale | Schlosspark                       |
| Wollin              |       | - Baudenkmale - Bodendenkmale | Dorfkirche                        |
| Wusterwitz          |       | - Baudenkmale - Bodendenkmale | Villa                             |
| Ziesar              |       | - Baudenkmale - Bodendenkmale | Kirche                            |